# Радмила Чокорило
Радмила Р. Чокорило (Билећа, СФРЈ, 1971) српски је новинар је и универзитетски професор.

## Биографија
Основну и средњу  школу завршила је одличним успјехом у Билећи. Завршила је основни студиј на Филозофском факултету у Бањој Луци — дипломирани новинар, а потом на истом факултету стекла и звање магистра социологије. Звање доктора политичких наука стекла је на Факултету политичких наука у Београду.
Била је асистент од 2004. до 2009. на Филозофском факултету у Бањој Луци, а од 2009. до 2011. виши асистент Факултета политичких наука у Бањој Луци. Од 2011. доцент је на истом факултету. Од 2022. године је ванредни професор  на предмети : Управљање медијима, Радио новинарство, Агенцијско новинарство, Управљање медијима, Уређивачке политике у медијима и Фотографија у новинарству.
Од 1992. до 1997. радила је као новинар у Радио Билећа. Од 1998. до 1999. била је координатор за медије Владе Републике Српске. Од 1999. до 2003. била је новинар-уреднк Радио-телевизије Републике Српске. Од 1999. члан је Удружења новинара РС/БиХ. Од 2006. до 2011. члан је и предсједник Управног одора Радио-телевизије Републике Српске.
Од 2011. аутор је одредница за Енциклопедију Републике Српске.